# William Wyndham, 3. Baronet

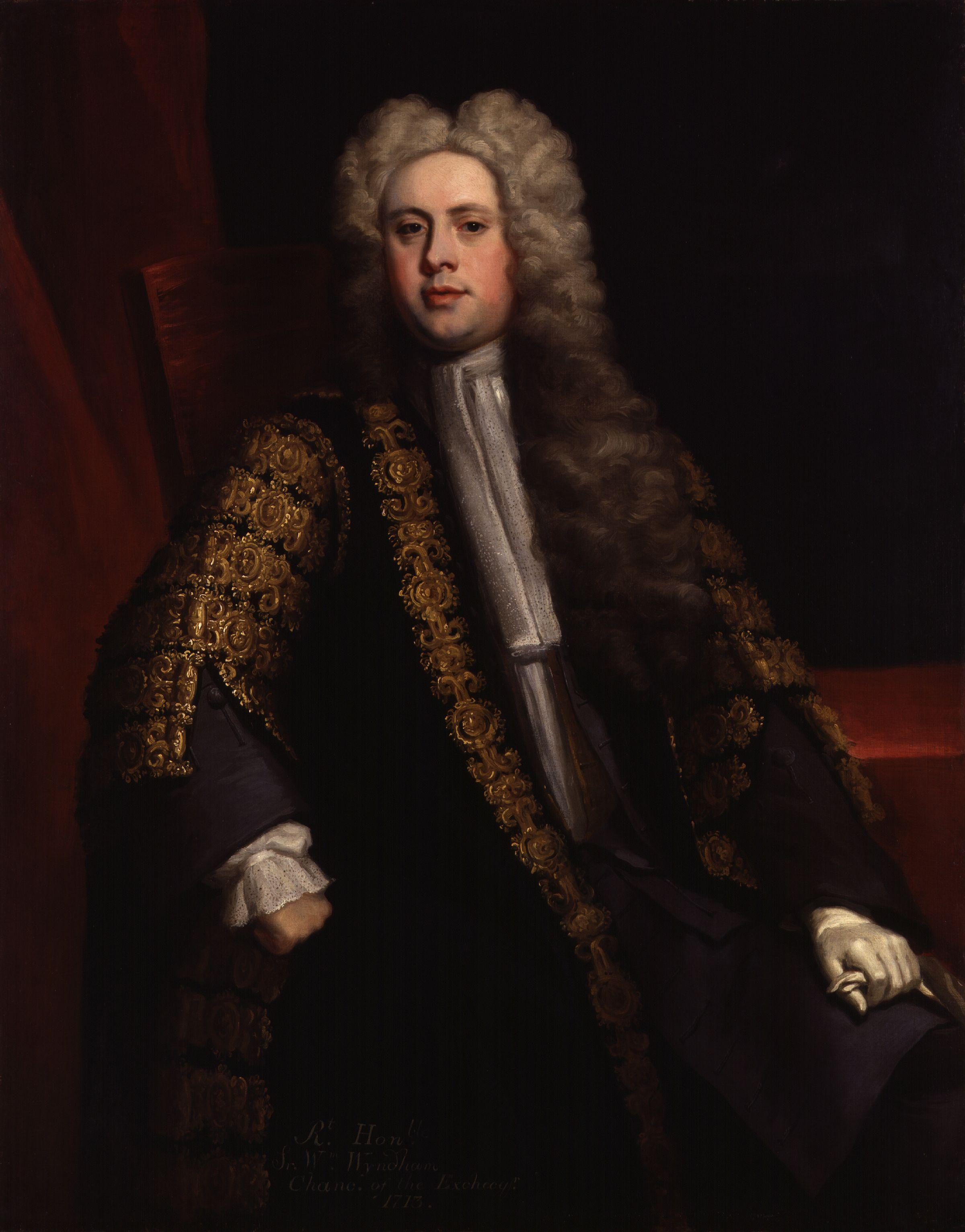
Sir William Wyndham, 3. Baronet, Gemälde von Jonathan Richardson um 1713

Sir William Wyndham, 3. Baronet (* 1688; † 17. Juni 1740 in Wells) war ein britischer Adliger und Politiker.

## Herkunft
Die Familie Wyndham stammte ursprünglich aus Norfolk. Im 16. Jahrhundert erwarb die Familie den Besitz Orchard Wyndham in Somerset. William Wyndham war der einzige Sohn von Sir Edward Wyndham, 2. Baronet. Beim Tod seines Vaters erbte er 1695 den Besitz und den 1661 in der Baronetage of England geschaffenen Adelstitel eines Baronet, of Orchard Wyndham in the County Somerset. Er wurde ab 1696 im Eton College erzogen und studierte ab 1704 im Christ Church College in Oxford. Von 1704 bis 1706 unternahm er eine Grand Tour in die Niederlande, nach Frankreich und Italien. Am 21. Juli 1708 heiratete er Lady Catherine Seymour (1682–1731), eine Tochter von Charles Seymour, 6. Duke of Somerset und dessen Frau Elizabeth.

## Mitglied der Regierung unter Queen Anne
Von 1710 bis zu seinem Tod war er für die Tories Knight of the Shire für Somerset im House of Commons. Im Parlament fiel er rasch als junges Talent auf. 1711 wurde Henry St. John, 1. Viscount Bolingbroke auf ihn aufmerksam, so dass er 1711 das Amt eines Master of the Buckhounds erhielt. Am 28. Juni 1712 wurde Wyndham Secretary at War. In seine Verantwortung fiel nun die Auflösung der britischen Armee zum Ende des Spanischen Erbfolgekriegs. Im August 1713 wurde er Schatzkanzler und im November des Jahres Mitglied des Privy Council. Im März 1713 war er am Ausschluss Richard Steeles, der in einem Pamphlet für die hannoveranische Thronfolge eintrat, aus dem House of Commons beteiligt. Als im Juli 1714 die Rivalitäten innerhalb der Regierung zwischen seinem Mentor Bolingbroke und Robert Harley offen zum Ausbruch kamen, stellte Wyndham sich eindeutig auf die Seite von Bolingbroke. Am 27. Juli trat Harley von seinem Ministeramt zurück. Bolingbroke und Wyndham versuchten die hannoveranische Thronfolge zu verhindern, doch am 1. August starb Königin Anne. Wyndham gehörte zwar zu den Unterzeichnern der Proklamation, die Georg I. zum König erhob, doch als führender Tory verlor er in der neuen Regierung seine Ämter.

## Tätigkeit als Oppositionsführer
Wyndham gehörte in Südwestengland zu den Führern der Rebellion, die die Jakobiten im Sommer 1715 beginnen wollten. Als die Rebellion noch vor ihrem Ausbruch aufgedeckt wurde, flüchtete er von Orchard Wyndham, wurde jedoch rasch ergriffen und im Tower inhaftiert. Nur durch Fürsprache seines Schwiegervaters kam er nach einigen Monaten auf Kaution frei. Unter Georg I. bildeten die Whigs die Regierung, während Wyndham Führer der Tory-Opposition im House of Commons wurde. Bis zu seinem Tod blieb er im Kontakt mit dem im Exil lebenden Bolingbroke und mit James Francis Edward Stuart, dem Old Pretender, doch es gelang ihm nicht mehr, Einfluss auf die Regierung zu nehmen.

## Familie und Nachkommen
Aus seiner ersten Ehe mit Lady Catherine Seymour hatte er zwei Söhne und drei Töchter, darunter:
- Charles Wyndham, 2. Earl of Egremont (1710–1763);
- Percy Wyndham-O’Brien, 1. Earl of Thomond (um 1723–1774);
- Elizabeth Wyndham († 1769) ⚭ George Grenville;
- Catherine Wyndham († 1734).

Nach dem Tod seiner ersten Gattin heiratete er in zweiter Ehe 1734 Maria Catherina de Jong (1695–1779), Witwe des William Godolphin, Marquess of Blandford, Tochter des Peter Haeck de Jong (1671–1721), Bürgermeister von Utrecht. Diese Ehe blieb kinderlos.
Sein Haupterbe wurde sein ältester Sohn Charles, als 4. Baronet, der beim Tod von dessen Onkel mütterlicherseits Algernon Seymour, 7. Duke of Somerset, 1750 auch dessen nachgeordneten Titel als 2. Earl of Egremont erbte. Der zweite Sohn Percy Wyndham erbte 1741 die Besitzungen seinem Onkels mütterlicherseits Henry O’Brien, 8. Earl of Thomond, und erhielt 1756 dessen erloschenen Titel Earl of Thomond neu verliehen. Wyndhams Tochter Elizabeth war die Mutter des späteren Premierministers William Wyndham Grenville, 1. Baron Grenville.